# Goodbye, Mr. Chips (pel·lícula de 1939)
 Goodbye, Mr. Chips és una pel·lícula britànica dirigida per Sam Wood, estrenada el 1939.

## Argument
La pel·lícula comença el 1933. Mr. Chipping (Robert Donat), un professor jubilat que té els 80 anys, es refreda i es veu obligat a quedar-se al llit. S'adorm i comença a somiar amb la seva carrera, que va durar més de 58 anys.
Flashback
Quan Charles Edward Chipping, que llavors tenia 22 anys, va arribar per primera vegada com a professor de llatí a l'escola de Brookfield el 1870, pateix les burles dels estudiants. En resposta, imposa una estricta disciplina en la seva classe, cosa que li suposa el respecte, i també algunes enemistats. Gràcies a la seva impopularitat i la seva intransigència es promociona el 1888.
En adonar-se que l'empresa que no és per a ell, va començar a reconsiderar el seu futur. No obstant això, el professor d'alemany, Max Staefel (Paul Henreid), el salva de la desesperació portant-lo de vacances a Àustria, el seu país d'origen. Mentre fa escalada, Chipping "salva" a Kathy Ellis (Greer Garson) (encara que en realitat no necessita ser salvada). Kathy és una sufragista anglesa amargada, que es relaxa amb el ciclisme. Es tornen a veure a Viena i ballen amb la música d'Al bell Danubi blau. La cançó serà utilitzada com un leivmotiv, que simbolitza l'amor que Chipping sent per ella. Encara considerablement més jove i més alegre que ell, s'hi enamora i s'hi casa. Tornen a Anglaterra, i Kathy tria lloc a l'escola, on sedueix a tots amb la seva càlida personalitat.
El seu matrimoni no va durar molt, ja que mor de sobte, poc després que el fill que ha donat a llum. No obstant això, serà suficient per assegurar-se que surt "Mr Chips" de la seva closca i li ensenya com ser un millor mestre i més popular també. S'inicia en les bromes en llatí. Amb els anys, "Chips" adquireix la condició d'institució, és estimat per tothom i s'uneix a generacions d'estudiants, i en aquest moment ha estat professor del fill i del net dels seus estudiants.
Acorralat per la pressió d'un director "modern", Chips agafa el retir el 1914 als 65 anys. Però aviat va ser cridat per ensenyar llatí i més tard com a director en funcions, a causa de l'escassetat de mestres per la Primera Guerra Mundial. Durant un atac aeri d'un zepelí alemany, Chips insisteix que els estudiants segueixin aprenent llatí. Després va decidir estudiar La guerra de les Galies de Juli Cèsar i, especialment, les batalles contra els germanics, descrivint la naturalesa bel·ligerant dels alemanys, cosa que, a més, diverteix els estudiants.
Mentre que la Gran Guerra s'eternitza, cada diumenge, Chips llegeix en veu alta, en els llibres d'honor de l'escola, els noms de tots els nombrosos antics alumnes i mestres que han mort en combat. Quan descobreix que Max ha mort mentre combatia al costat dels alemanys, Chips llegeix el seu nom en veu alta a la capella.
Es va retirar definitivament el 1918, i quan acaba el flashback i torna l'any 1933, mor pacíficament en el seu son, confortat pel record de milers de joves que ha guiat i ensenyat durant gairebé cinc dècades.

## Anàlisi
La pel·lícula, producció britànica dirigida per un nord-americà, Sam Wood, és una del grapat de pel·lícules rodades abans de l'esclat de la Segona Guerra Mundial per la Metro-Goldwyn-Mayer British, creada la segona meitat dels anys 1930.
Amb accents de vegades melodramàtics, és la crònica explicada en flashbacks de la vida d'un professor d'una universitat anglesa de luxe, des del seu inici vacil·lant i maldestre, fins a la seva mort.
Robert Donat reix interpretant un personatge que envelleix no només físicament, des del voltant dels 20 anys fins als 80 anys, sinó també psicològicament influenciat per la gent que coneix, sobretot la seva dona. La composició, molt creïble, molt sorprenent i sovint commovedora, el va portar a guanyar l'Oscar al millor actor a Hollywood.

## Repartiment
- Robert Donat: Mr. Chips
- Greer Garson: Katherine
- Terry Kilburn: John Colley/ Peter Colley I/ Peter Colley II/ Peter Colley III
- John Mills: Peter Colley, de jove
- Paul Henreid: Staefel
- Judith Furse: Flora
- Lyn Harding: Wetherby
- Milton Rosmer: Chatteris

I entre els actors que no surten als crèdits:
- John Longden: Raven
- Jack Lambert
- Nigel Stock: John Forrester

## Premis i nominacions

### Premis
- 1940. Oscar al millor actor per Robert Donat

### Nominacions
- 1939. Palma d'Or al Festival Internacional de Cinema de Cannes
- 1940. Oscar a la millor pel·lícula
- 1940. Oscar al millor director per Sam Wood
- 1940. Oscar a la millor actriu per Greer Garson
- 1940. Oscar al millor guió adaptat per Eric Maschwitz, R.C. Sherriff i Claudine West
- 1940. Oscar al millor muntatge per Charles Frend
- 1940. Oscar al millor so per A.W. Watkins

## Al voltant de la pel·lícula
- La novel·la de James Hilton es va tornar a adaptar al cinema el 1969, per Terence Rattigan per una pel·lícula musical, dirigida per Herbert Ross i amb Peter O'Toole i Petula Clark en els papers principals.